# (28230) 1999 AH5
1999 أي إتش 5 (ويعرف أيضًا باسم (28230) 1999 أي إتش 5 وفق تسمية الكوكب الصغير) (بالإنجليزية: 1999 AH5)‏ هو كويكب ضمن حزام الكويكبات؛ وترتيبه 28230 من حيث الاكتشاف.
اكتُشف هذا الجُرم الفلكي بواسطة تاكيشي أوراتا ‏ في 10 يناير 1999.

## وصلات خارجية
- (28230) 1999 AH5 في قاعدة بيانات مختبر الدفع النفاث لأجرام النظام الشمسي الصغيرة

- الاكتشاف · مخطط المدار ·  العناصر المدارية · المعلمات المادية

- (28230) 1999 AH5 على موقع ويكي سكاي: DSS2, SDSS, GALEX, IRAS, Hydrogen α, X-Ray, Astrophoto, Sky Map, Articles and images